# Tino Rossi
Tino Rossi, född som Constantin Rossi den 29 april 1907 i Ajaccio på Korsika, död 27 september 1983 i Neuilly-sur-Seine utanför Paris, var en fransk sångare (tenor) och skådespelare. 
Han gjorde filmdebut 1934 och medverkade i en rad musikfilmer. Även populär i radio, operetter och revyer. Då Frankrike befriades 1944 under andra världskriget anklagades han för att ha samarbetat med Gestapo, arresterades och tillbringade tre veckor i fängelse. Vid rättegången 1945 fick han endast ett lindrigt straff.
Han största skivsuccé kom 1946 med Petit Papa Noël, som har sålts i mer än 30 miljoner exemplar.
1982 belönades av med Hederslegionen av president François Mitterrand för sitt bidrag till fransk kultur.

## Filmografi, ett urval
- 1934 - Les Nuits moscovites
- 1936 - Marinella
- 1938 - Lumiéres de Paris
- 1944 - L'Ile d'Amour
- 1952 - Au Pays de Soleil
- 1960 - Candide